# Medium Mark C

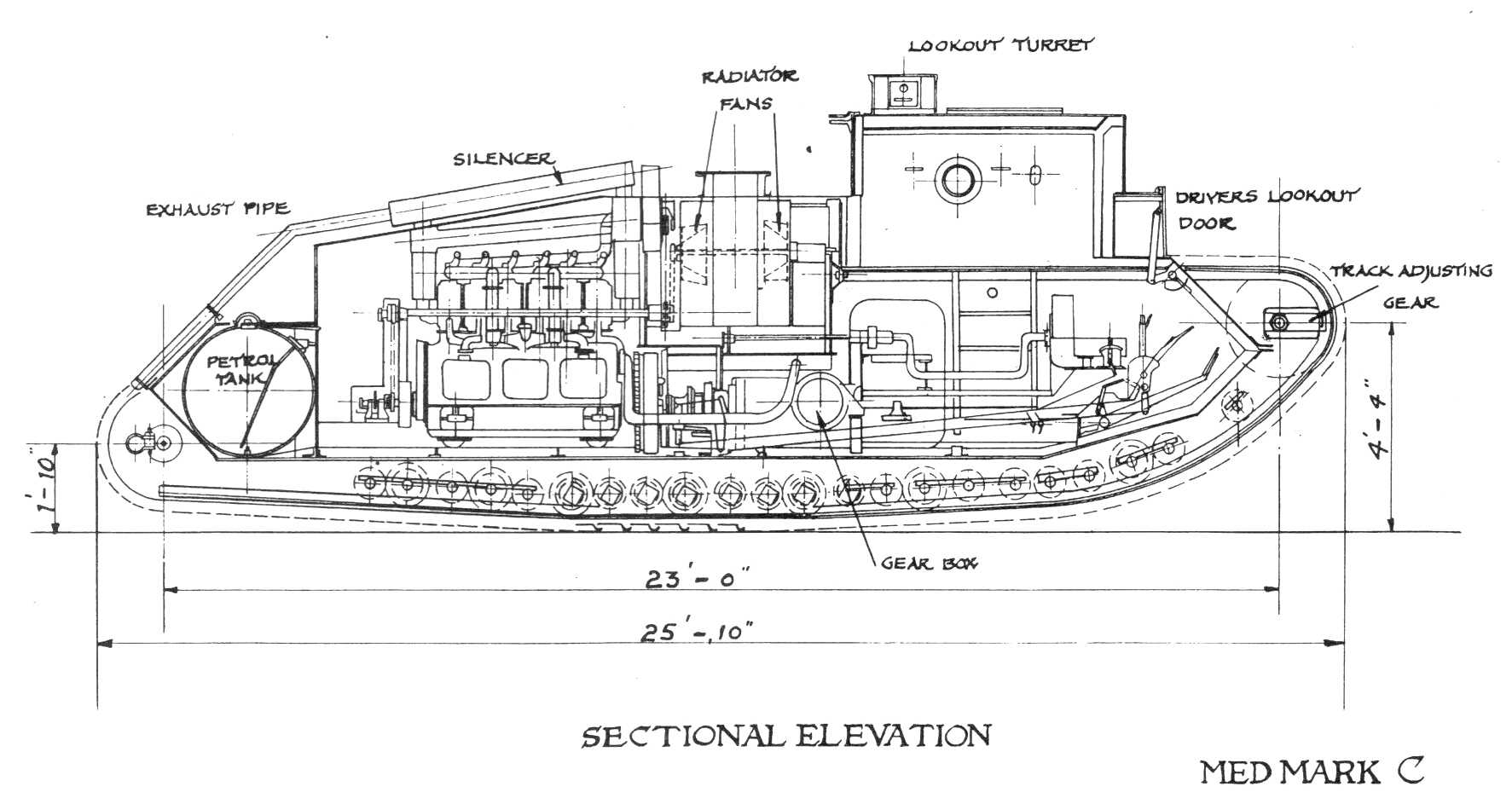
A MMC harckocsi szerkezeti rajza

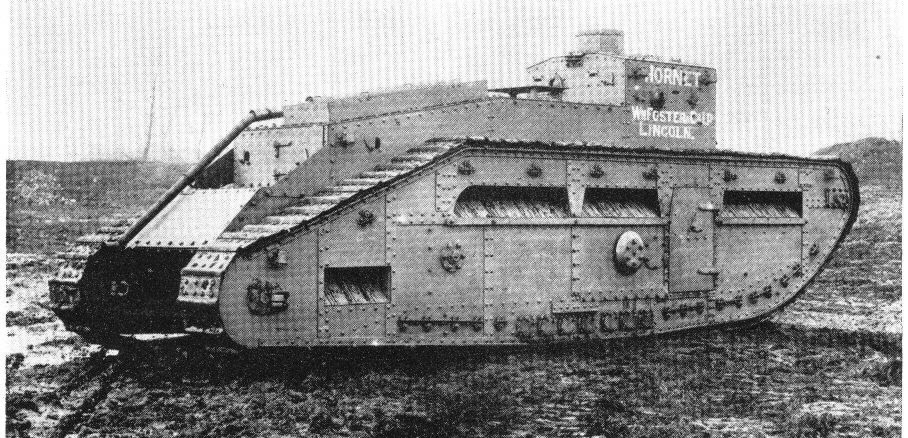
A MMC harckocsi

A Medium Mark C az első világháború brit közepes harckocsija volt, de a gyártása túl későn indult meg ahhoz, hogy a harcokban résztvehessen. Alapvető jelentőségű a lánctalpszélesség növelése, ami a másfélszeresére növelt motorerővel a terepjáró képességet javította.

## Egyéb adatok
- Gázlóképesség: 0,8 m
- Mászóképesség: 35°
- Árokáthidaló képesség: 2,7 m
- Lépcsőmászó képesség: 1,3 m
- Üzemanyagtartály: 682 l